# Syngamia inflamatalis
Syngamia inflamatalis là một loài bướm đêm trong họ Crambidae.